# Le Rendez-vous (film, 1911)
Pour les articles homonymes, voir Le Rendez-vous.
Pour plus de détails, voir Fiche technique et Distribution.
Le Rendez-vous est un film muet français réalisé par Georges Denola, sorti en 1911.

## Fiche technique
- Titre : Le Rendez-vous
- Réalisation : Georges Denola
- Scénario : Adrien Caillard
- Photographie :
- Montage :
- Producteur :
- Société de production : Société cinématographique des auteurs et gens de lettres (S.C.A.G.L)
- Société de distribution :  Pathé Frères
- Pays d'origine :  France
- Langue : film muet avec les intertitres en français
- Format : Noir et blanc — 35 mm — 1,33:1 — Muet
- Genre : Film dramatique
- Métrage : 185 mètres
- Durée : 6 minutes
- Dates de sortie :
  -  France : 19 avril 1911

## Distribution
- Auguste Mévisto
- Carmen Deraisy
- Théodore Thalès
- Gaston Sainrat
- Édouard Delmy
- Marie Dubuisson
- Anthonin
- Longuépée
- Maria Fromet
- Benoît